# Roah
Le Roah est un cours d'eau du Soudan du Sud, affluent du Nil Blanc.

## Histoire
Le cours d'eau est sur le trajet de diverses expéditions d'exploration au XIXe siècle : Édouard Roulet y fonde le poste de Bia, près de Tumbura le 1er janvier 1899.